# Студзянек (Лодзинське воєводство)
Студзянек (пол. Studzianek) — село в Польщі, у гміні Біла-Равська Равського повіту Лодзинського воєводства.
Населення — 197 осіб (2011).
У 1975-1998 роках село належало до Скерневицького воєводства.

## Демографія
Демографічна структура станом на 31 березня 2011 року:
|          | Загалом | Допрацездатний вік | Працездатний вік | Постпрацездатний вік |
| -------- | ------- | ------------------ | ---------------- | -------------------- |
| Чоловіки | 102     | 15                 | 74               | 13                   |
| Жінки    | 95      | 14                 | 52               | 29                   |
| Разом    | 197     | 29                 | 126              | 42                   |